# Уайатт, Руперт
Руперт Уайатт (англ. Rupert Wyatt; род. 26 октября 1972) — английский кинорежиссёр, сценарист и продюсер. Его дебютным фильмом стал «Побег из тюрьмы», который был представлен на кинофестивале в Сандэнсе в январе 2008 года. Его вторым фильмом стал «Восстание планеты обезьян» (2011).

## Биография

### Ранние годы
Руперт Уайатт родился в Эксетере, Девоне. Он учился в Винчестерском колледже в Винчестере, Хэмпшире.

### Карьера продюсера
Уайатт является основателем киноколлектива Picture Farm, который спродюсировал множество короткометражных, документальных и полнометражных фильмов, включая лауреата премии Сандэнса документальный фильм «Тёмные дни».

### Карьера режиссёра
Он также был сосценаристом и режиссёром британского фильма «Побег из тюрьмы» (2008) с Брайаном Коксом, Дэмиэном Льюисом, Домиником Купером, Джозефом Файнсом, Сеу Жоржи, Стивеном Макинтошем, Лиамом Каннингемом в главных ролях. Фильм был показан на кинофестивале в Сандэнсе в январе 2008 года и он был номинирован на 8 международных кинонаград, выиграв две из них. В марте 2010 года его назначили режиссёром фильма «Восстание планеты обезьян», перезапуска франшизы «Планета обезьян», который сняли по сценарию Рика Джаффы и Аманды Сильвер. Фильм вышел 5 августа 2011 года, и был хорошо отмечен критиками и собрал в мировом прокате свыше 481 млн долларов США.

### Личная жизнь
В настоящее время он живёт в Лос-Анджелесе со своей женой, сценаристом Эрикой Бини, и их сыном Теодором Александром Финчем Уайаттом.

## Фильмография

### Режиссёрские работы
- 2008 — Побег из тюрьмы / The Escapist
- 2011 — Восстание планеты обезьян / Rise of the Planet of the Apes
- 2014 — Поворот: Шпионы Вашингтона / TURN
- 2014 — Игрок / The Gambler
- 2014 — Эхо-камера / Echo Chamber
- 2018 — Битва за Землю / Captive State
- 2023 — Воин пустыни / Desert Warrior

### Сценарные работы
- 2008 — Побег из тюрьмы / The Escapist
- 2014 — Эхо-камера / Echo Chamber
- 2023 — Воин пустыни / Desert Warrior

### Продюсерские работы
- 2014 — Рыбалка без сетей / Fishing Without Nets (исполнительный продюсер)